# Maurice Buret
Maurice Marcel Buret (* 21. Mai 1909 in Sèvres; † 23. August 2003 in Septeuil) war ein französischer Dressurreiter.

## Karriere
Buret gewann bei den Olympischen Spielen 1948 in London die Goldmedaille in der Mannschaftswertung der Dressur. In der Einzelwertung belegte er den 15. Platz.
Zum Zeitpunkt der Spiele war Buret bereits ein hochdekorierter Offizier. Er war Ritter der Ehrenlegion und Träger des Croix de guerre.